# Linda Petzold

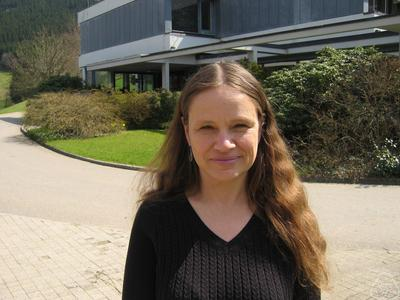
Linda Petzold, Oberwolfach 2006

Linda Ruth Petzold (* 11. September 1954 in Chicago) ist eine US-amerikanische Informatikerin und Systembiologin.
Petzold schloss 1971 die Argo Community High School in Illinois ab. Sie studierte Mathematik und Informatik an der University of Illinois at Urbana-Champaign mit dem Bachelor-Abschluss 1974 und der Promotion bei Charles William Gear 1978 (An Efficient Numerical Method for Highly Oscillatory Ordinary Differential Equations).  Danach war sie an den Sandia National Laboratories, am Lawrence Livermore National Laboratory und Professorin an der University of Minnesota. Sie ist Mehrabian Distinguished Professor  in der Abteilung Maschinenbau und der Abteilung Informatik der University of California, Santa Barbara (UCSB), an deren Fakultät sie seit 1997 ist.
Petzold ist bekannt für die Entwicklung von Software zur Lösung differential-algebraischer Gleichungen (DAE), gekoppelten Differentialgleichungssystemen, die zusätzlich nichtlinearen algebraischen Gleichungen genügen. Ihre Software DASSL und deren Nachfolger DASPK fand weite Verbreitung.
Sie befasste sich mit mathematischer Modellierung in der Systembiologie (biochemischen Systemen auf multiplen Skalen) und der Entwicklung von Algorithmen für die  zugehörigen diskreten stochastischen Systeme. Auch ihre Software für diskrete stochastische Systeme StochKit2 und StochSS (ein Cloud-basierter Stochastic Simulation Service) fand weite Verbreitung. Zu den von ihr untersuchten Systemen gehören Genregulations-Netzwerke für zirkadische Rhythmen von Neuronen (und Anwendung auf Jet-Lag), Zell-Polarisation, eine Pilzerkrankung von Fröschen (Chytridiomycosis), posttraumatisches Stress-Syndrom, Koagulopathie und Typ 2 Diabetes. Sie befasste sich auch mit Anwendungen auf soziale Netzwerke.
2018 erhielt sie den Sidney Fernbach Award für ihre Pionierbeiträge zu numerischen Methoden und Software für differentialalgebraische Systeme und für diskrete stochastische Simulation (Laudatio). 1991 erhielt sie für DASSL den ersten J. H. Wilkinson Prize for Numerical Software und 1999 den Dahlquist Prize. 2013 erhielt sie den SIAM/ACM Prize for Computational Science and Engineering und 2016 den SIAM Prize for Distinguished Service. Sie ist Fellow der ACM, der American Society of Mechanical Engineers, der SIAM und der American Association for the Advancement of Science und Mitglied der National Academy of Engineering (2004) sowie der National Academy of Sciences (2021). Petzold ist Ehrendoktor der Universität Uppsala. 2011 wurde sie Faculty Research Lecturer der UCSB, was als höchste Auszeichnung der Universität gilt.

## Schriften (Auswahl)
- An Efficient Numerical Method for Highly Oscillatory Ordinary Differential Equations, SIAM Journal on Numerical Analysis, Band 18, 1981, S. 455–479.
- Description of DASSL: a differential/algebraic system solver, Sandia National Laboratories, 1982
- Differential/Algebraic Equations are not ODE’s, SIAM Journal on Scientific and Statistical Computing, Band 3, 1982, S. 367–384
- Automatic selection of methods for solving stiff and nonstiff systems of ordinary differential equations, SIAM Journal on Scientific and Statistical Computing, Band 4, 1983, S. 136–148
- mit C. W. Gear: ODE methods for the solution of differential/algebraic systems, SIAM Journal on Numerical Analysis, Band 21, 1984, S. 716–728
- mit P. N. Brown, A. C. Hindmarsh: Using Krylov methods in the solution of large-scale differential-algebraic systems, SIAM Journal on Scientific Computing, Band 15, 1994, S. 1467–1488
- mit K. E. Brenan, S. L. Campbell: Numerical solution of initial-value problems in differential-algebraic equations, SIAM 1996
- mit U. M. Ascher: Computer methods for ordinary differential equations and differential-algebraic equations, SIAM 1998
- mit M. Rathinam, Y. Cao, D. T. Gillespie: Stiffness in stochastic chemically reacting systems: The implicit tau-leaping method, Journal of Chemical Physics, Band 119, 2003, S. 12784–12794
- mit Y. Cao, D. T. Gillespie: The slow-scale stochastic simulation algorithm, Journal of Chemical Physics, Band 122, 2005, S. 014116